# Bringing Down the Horse
Bringing Down the Horse è il secondo album in studio del gruppo rock statunitense The Wallflowers, pubblicato nel 1996.

## Tracce
1. One Headlight – 5:13
2. 6th Avenue Heartache – 5:37
3. Bleeders – 3:41
4. Three Marlenas – 4:59
5. The Difference – 3:50
6. Invisible City – 4:48
7. Laughing Out Loud – 3:39
8. Josephine – 5:09
9. God Don't Make Lonely Girls – 4:49
10. Angel on My Bike – 4:22
11. I Wish I Felt Nothing – 5:04

## Formazione
- Jakob Dylan - voce, chitarra
- Mario Calire - batteria
- Rami Jaffee - organo Hammond, tastiere, piano, cori
- Greg Richling - basso
- Michael Ward - chitarra

## Classifiche
| Classifica (1996) | Posizione raggiunta |
| ----------------- | ------------------- |
| Stati Uniti       | 4                   |
| Canada            | 6                   |